# Oxford Street (Sydney)

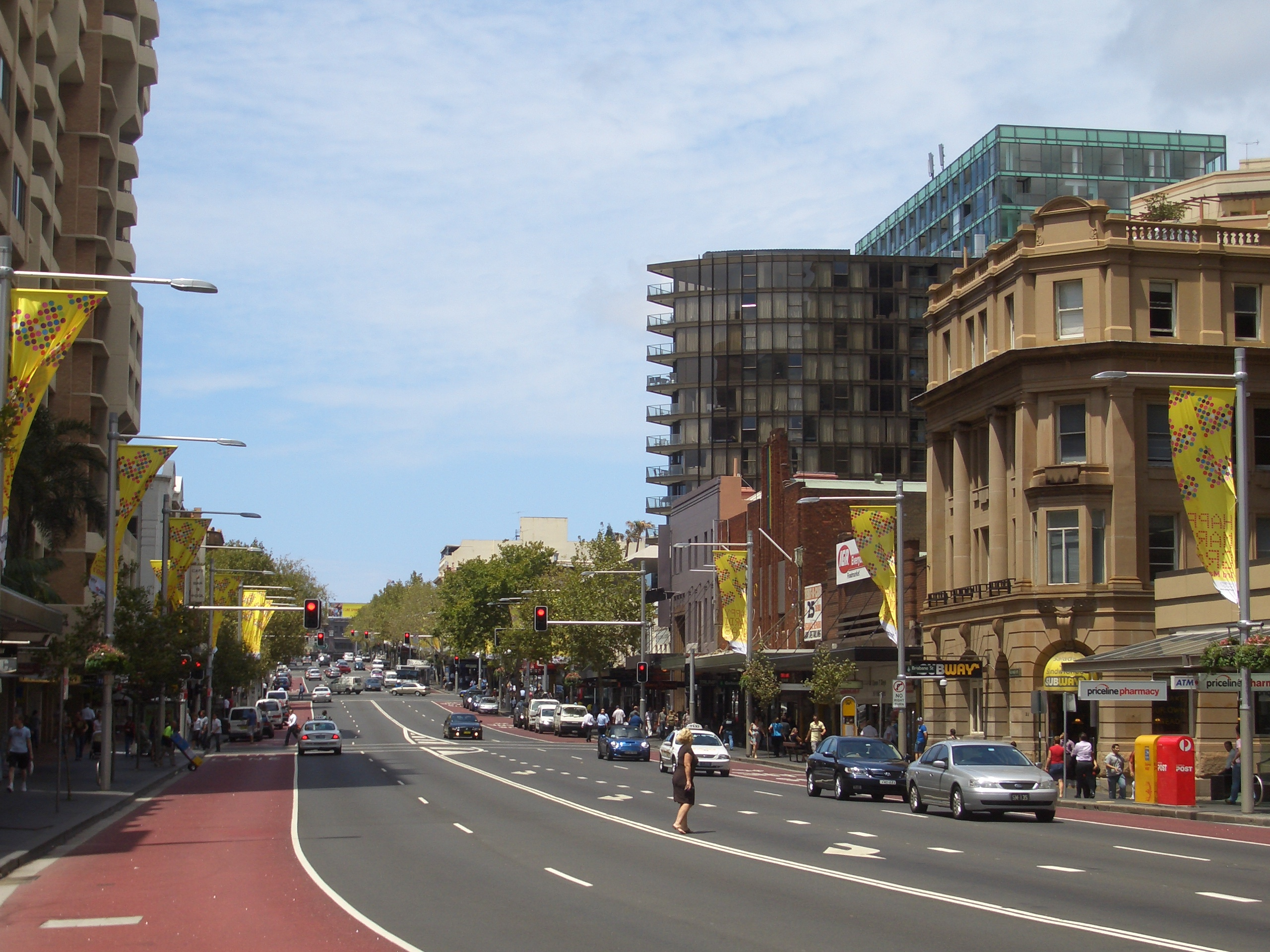
Fotografia da Oxford Street em Darlinghurst, Sydney, na Austrália, em 7 de fevereiro de 2007. A imagem mostra a rua movimentada, com lojas, restaurantes e cafés em ambos os lados, ilustrando a vibrante vida comercial e cultural da Oxford Street, uma das principais ruas de compras de Sydney.

Oxford Street é uma importante via pública em Sydney, New South Wales, Austrália, indo de Whitlam Square na esquina sudeste de Hyde Park no distrito comercial central (CBD) de Sydney até Bondi Junction nos subúrbios orientais. Perto do CBD em particular, a rua está repleta de inúmeras lojas, bares e discotecas. 